# Leo Suárez
Leonardo Gabriel „Leo” Suárez Vera (ur. 30 marca 1996 w San Martín) – argentyński piłkarz z obywatelstwem hiszpańskim występujący na pozycji skrzydłowego, od 2024 roku zawodnik meksykańskiego Pumas UNAM.